# Xã Black, Quận Tripp, South Dakota
Xã Black (tiếng Anh: Black Township) là một xã thuộc quận Tripp, tiểu bang Nam Dakota, Hoa Kỳ. Năm 2010, dân số của xã này là 133 người.